# 天主教帕蒂教區
天主教帕蒂教區（拉丁語：Dioecesis Pactensis）是天主教會在義大利的一個教區。屬墨西拿-利帕里島-聖盧恰德爾梅拉總教區。
教區成立於1157年，當時與利帕里教區由同一主教牧養，直到1399年4月18日才分開。
教區包括墨西拿省西部四十二市。2004年有教友160,000人，佔轄區總人口97.6%。教區下轄八十四個堂區，有120名司鐸。現任教區主教為依納爵·扎比圖。